# Bash at the Beach 1995
Bash at the Beach 1995 fu un evento in pay per view della federazione di wrestling statunitense WCW; si svolse il 16 luglio 1995 presso la spiaggia di Huntington Beach, Stati Uniti.
Dieci incontri furono disputati all'evento, nove dei quali furono trasmessi in diretta in pay-per-view. Nel main event, Hulk Hogan sconfisse Vader in uno Steel cage match mantenendo il titolo WCW World Heavyweight Championship; il match segnò l'ultima apparizione di Vader in un evento WCW in pay-per-view. Inoltre Sting difese il titolo WCW United States Heavyweight contro Meng, e gli Harlem Heat sconfissero The Nasty Boys e The Blue Bloods mantenendo le cinture di coppia WCW World Tag Team Championship.
L'evento si svolse all'aperto sull'assolata spiaggia di Huntington Beach, California. Per promuovere lo show, Hulk Hogan, Randy Savage, Ric Flair, Big Van Vader e Kevin Sullivan apparvero tutti in una puntata di Baywatch, appositamente intitolata Bash at the Beach (stagione 6, episodio 15).

## Risultati
| N.       | Match | Stipulazione                                                   | Durata |
| -------- | --- | -------------------------------------------------------------- | ------ |
| Pre-show | Sgt. Craig Pittman ha sconfitto Chris Kanyon | Single match                                                   | 02:03  |
| Pre-show | Road Warrior Hawk ha sconfitto Mark Starr | Single match                                                   | 01:25  |
| Pre-show | Dick Slater e Bunkhouse Buck hanno sconfitto Marcus Bagwell e Alex Wright                                                                                   | Tag team match                                                 | 03:25  |
| 1        | Sting (c) ha sconfitto Meng | Single match per il WCW United States Heavyweight Championship | 15:31  |
| 2        | The Renegade (c) ha sconfitto Paul Orndorff | Single match per il WCW World Television Championship          | 06:12  |
| 3        | Kamala ha sconfitto Jim Duggan | Single match                                                   | 06:00  |
| 4        | Diamond Dallas Page (con The Diamond Doll e Max Muscle) ha sconfitto Dave Sullivan                                                                          | Single match                                                   | 05:04  |
| 5        | Harlem Heat (Booker T e Stevie Ray) (c) hanno sconfitto The Nasty Boys (Brian Knobs e Jerry Sags) e The Blue Bloods (Lord Steven Regal e Earl Robert Eaton) | Triangle match per i WCW World Tag Team Championship           | 13:41  |
| 6        | Randy Savage ha sconfitto Ric Flair | "Lifeguard" match                                              | 13:55  |
| 7        | Hulk Hogan (c) ha sconfitto Vader | Steel cage match per il WCW World Heavyweight Championship     | 13:23  |

Altre personalità presenti
| Ruolo          | Nome:                |
| -------------- | -------------------- |
| Commentatori   | Tony Schiavone       |
| Commentatori   | Eric Bischoff        |
| Commentatori   | Bobby Heenan         |
| Arbitri        | Randy Anderson       |
| Arbitri        | Nick Patrick         |
| Intervistatori | "Mean" Gene Okerlund |
| Annunciatori   | David Penzer         |
| Annunciatori   | Michael Buffer       |